# 崔岘
崔峴（?—?），字公升，清河（今河北清河）人。
崔虔之孙、崔穜之子。唐武宗會昌元年（841年）辛酉科狀元及第，主考官是禮部侍郎柳璟。同榜有薛逢等30人。族孫崔膠為景福二年（893年）狀元。其他事蹟待考。